# Cortinarius camphoratus
Cortinarius camphoratus (Elias Magnus Fries, 1821 ex Elias Magnus Fries, 1838) din încrengătura Basidiomycota, în familia Cortinariaceae și de genul Cortinarius, este o specie de ciuperci necomestibile care coabitează, fiind un simbiont micoriza (formează micorize pe rădăcinile arborilor). O denumire populară nu este cunoscută. În România, Basarabia și Bucovina de Nord trăiește de la deal la munte solitar sau în grupuri, preferat pe sol calcaros și umed pe mușchi în păduri de conifere, cu preferință sub molizi, ocazional chiar și în cele de foioase sau prin turbării, fiind un burete răspândit și și destul de obișnuit. Timpul apariției este din (iulie) august până în noiembrie.

## Taxonomie

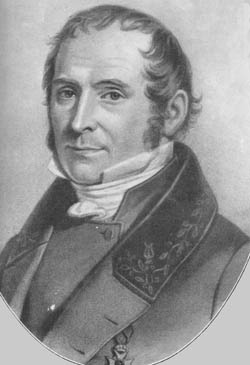
Elias Fries

Specia a fost descrisă de prima dată de savantul german Jacob Christian Schäffer drept Agaricus amethystinus deja în 1774 în volumul 4 al operei sale Fungorum qui in Bavaria et Palatinatu circa Ratisbonam nascuntur Icones  și încă odată de compatriotul său August Batsch sub denumirea Agaricus subviolascens de verificat în volumul 1 al trilogiei sale sale Elenchus Fungorum latine et germanice din 1783.
Dar numele binomial hotărât este Agaricus camphoratus, determinat de renumitul micolog suedez Elias Magnus Fries în volumul 1 al trilogiei sale Systema Mycologicum din 1821.
Apoi, în 1838, Fries însușii a transferat specia la genul Cortinarius sub păstrarea epitetului în cartea sa Epicrisis systematis mycologici, seu synopsis hymenomycetum, fiind numele curent valabil (2021). Toți ceilalți taxoni creați precum variațiile descrise sunt acceptate sinonim.
Epitetul specific este derivat din cuvântul de limba greacă nouă (greacă καμφορά=camfor).

## Descriere

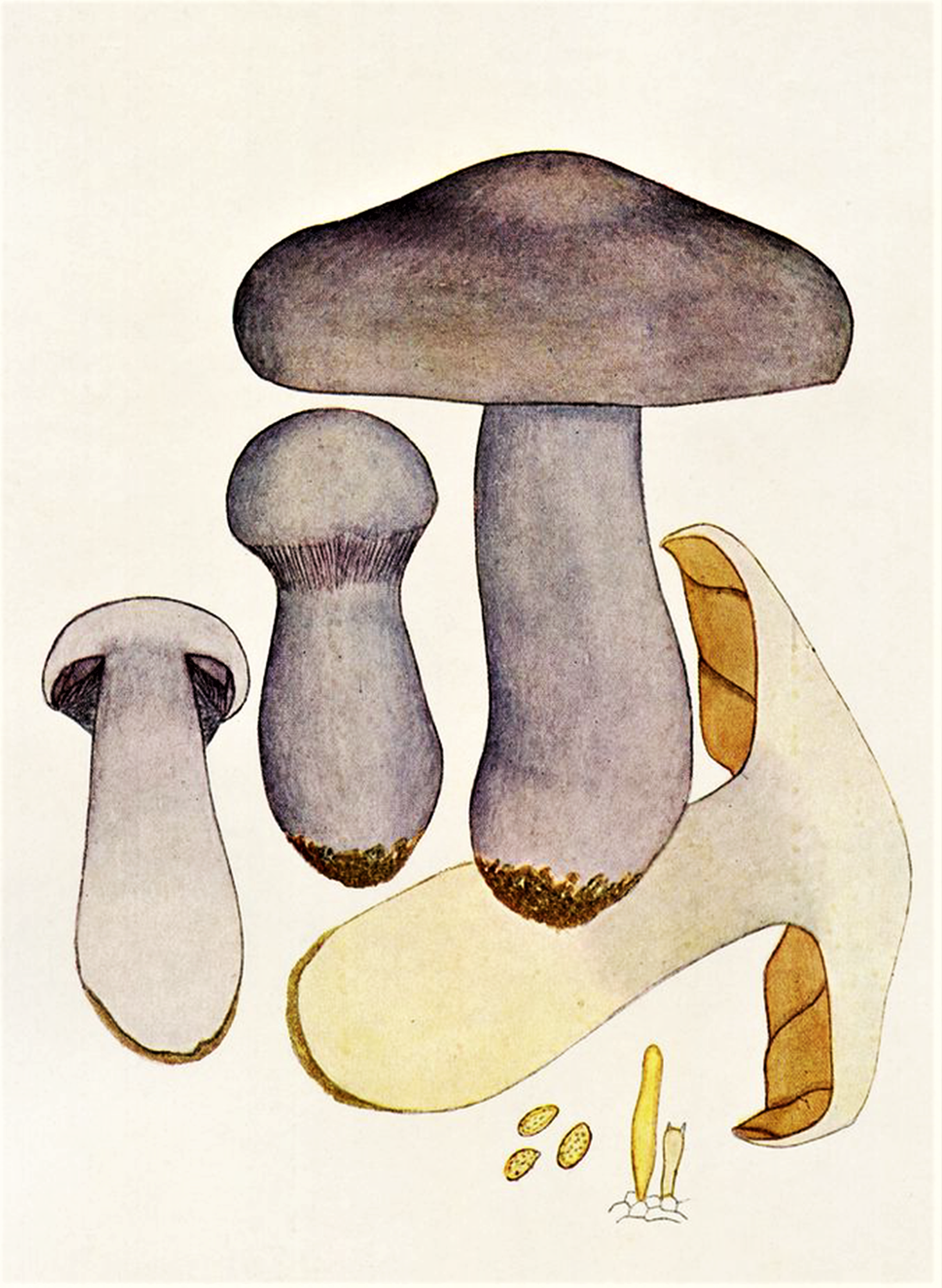
Bres.: Cortinarius hircinus

- Pălăria: compactă și densă are un diametru între 4 și 10 cm, este la început boltită semisferic cu marginea răsucită înspre interior și franjurată prin resturile vălului parțial care inițial acoperă zona între marginea pălăriei și picior în formă de o cortină violacee, formată din fibre foarte fine ca păienjeniș, devenind în scurt timp convexă și apoi plată uneori chiar și răsucită în sus și ondulată. Cuticula este netedă, lucios-mătăsoasă și uscată. Coloritul inițial palid violet până albastru-liliaceu se decolorează destul de timpuriu ocru până brun-ocru, începând în centru.
- Lamelele: stau destul de apropiat, sunt subțiri, bifurcate, în vârstă ondulate, nu prea înalte precum aderate la picior, fiind învăluite la început de sus menționata cortină. Coloritul este în tinerețe intensiv liliaceu, apoi bej-violaceu și la bătrânețe ruginiu până brun ca scorțișoara sau brun-purpuriu, ocazional cu muchii ceva mai deschise în culoare.
- Piciorul: cu o înălțime de 6-10 (12) cm și o grosime de 1,5-2,5 cm este uscat, robust, gros, fibros, cilindric, uneori puțin îndoit și în partea inferioară mai îngroșat în formă de măciucă, fiind plin pe dinăuntru. Suprafața apăsat fin-fibroasă și nu rar brumată alb este de un colorit albicios până palid de lut, la bază mai mult ocru cu pete maronii și, în tinerețe, spre vârf uneori slab violaceu. Nu are un inel veritabil, dar prezintă o zonă inelară subțire și maronie compusă din resturile vălului.
- Carnea: groasă și densă este albicioasă sau crem, dar mereu cu pete violacee, în special în picior, spre bază ocru. Mirosul diferă, depinde de stadiul evoluției. Tinde de la cel al cojii de cartofi până la cel de corn ars, bălegar de țap, cartofi putreziți sau chiar picioare puturoase. Gustul este blând, dar grețos, ca de gumă veche.[3][4]
- Caracteristici microscopice: are spori alungit-ovoidali și verucoși de culoare ocru-gălbuie cu o mărime de 9-10 x 5-6 microni, pulberea lor fiind ruginie. Basidiile clavate și de aceeași culoare cu 2-4 sterigme fiecare au o dimensiune de 25-30 x 6-8 microni. Cistidele (elemente sterile situate în stratul himenal sau printre celulele din pielița pălăriei și a piciorului, probabil cu rol de excreție) sunt foarte lungi și fusiforme, colorate asemănător.[10]
- Reacții chimice: cuticula se decolorează cu baze puternice deschis ruginiu până gri-brun, dar nu arată nicio reacție cu de exemplu acizi, azot, azotat de argint sau tinctură de Guaiacum.[3][11]

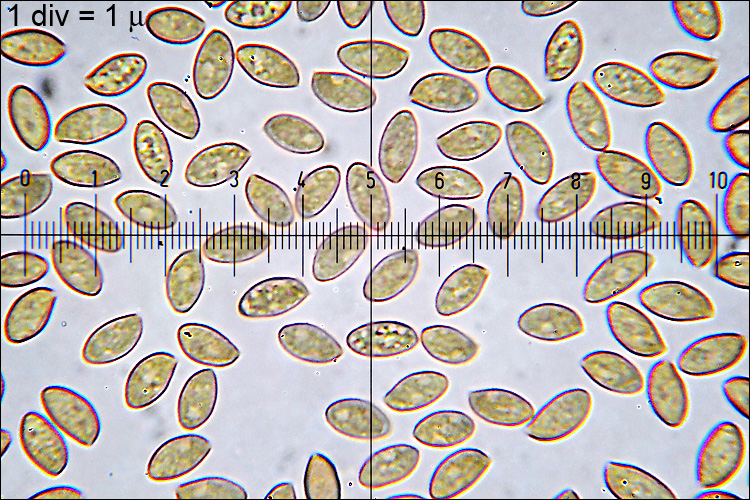
C. camphoratus, spori
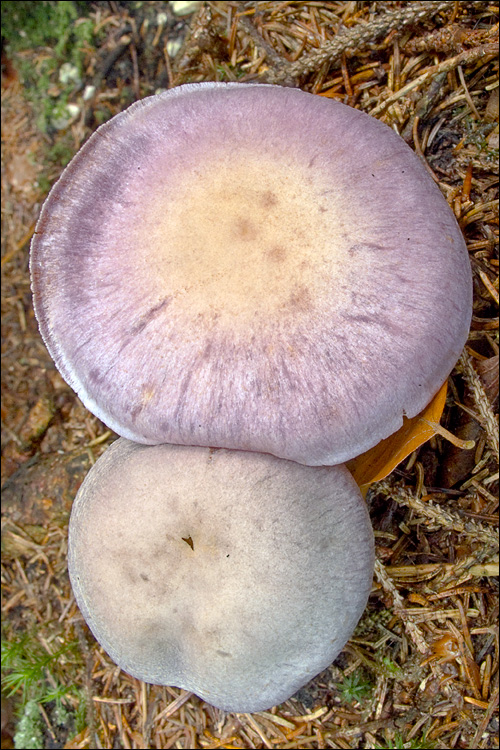
C. camphoratus, pălărie
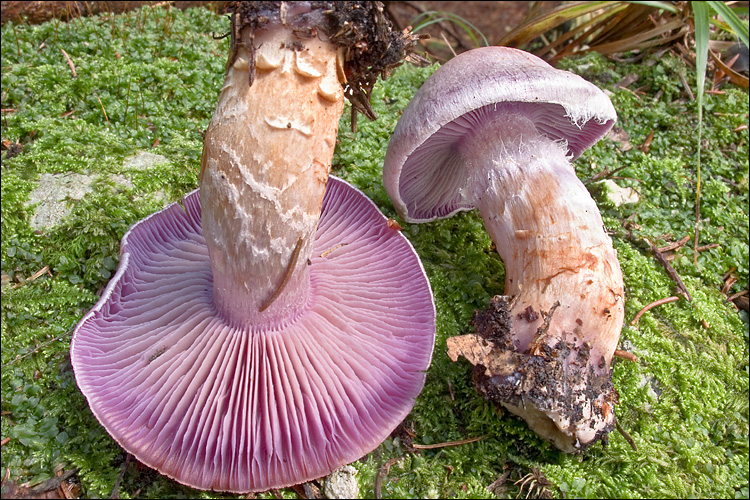
C. camphoratus mai tineri: lamele și picior
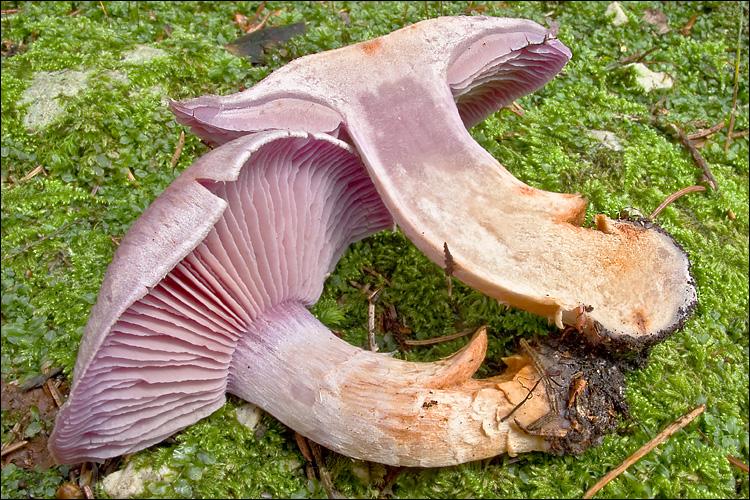
C. camphoratus, secțiune longitudinală

## Confuzii
Specia poate fi confundată de exemplu cu: Clitocybe nebularis, (limitat comestibilă), Cortinarius alboviolaceus (necomestibil, în tinerețe cu lamele gri-violete, miros și gust de cartofi cruzi), Cortinarius anomalus (comestibil, de valoare scăzută), Cortinarius balteatus (tânăr comestibil),  Cortinarius caerulescens (necomestibil), Cortinarius caninus (comestibil), Cortinarius collinitus (comestibil), Cortinarius cumatilis (comestibil), Cortinarius cyanites (necomestibil, în tinerețe cu lamele albastru-violete, la bătrânețe brun-violete, miros dulcișor și gust amar), Cortinarius dibaphus (necomestibil), Cortinarius glaucopus (comestibil), Cortinarius iodes (comestibil, cu cuticulă mucoasă, în tinerețe cu lamele violete, carnea fiind albă, miros și gust neostentativ), Cortinarius infractus (necomestibil, extrem de amar), Cortinarius malachius (necomestibil), Cortinarius purpurascens (comestibil), Cortinarius rufo-olivaceus (necomestibil), Cortinarius salor (comestibil, cu cuticulă mucoasă, în tinerețe cu lamele violete, carnea fiind albicioasă până gri-brună cu nuanțe de albastru, miros și gust neostentativ), Cortinarius torvus (necomestibil), Cortinarius traganus (destul de otrăvitor), Cortinarius variicolor(necomestibil), Cortinarius violaceus (comestibil, pălăria, lamelele și carnea albastru-violet, miros de lemn de cedru și gust plăcut) respectiv cu Lepista nuda (comestibilă, cu cuticulă brun-violetă, picior violet-cenușiu, carne roz-violacee; miros parfumat ca de viorele și gust plăcut), Lepista personata (comestibilă, pălărie pal gri-maronie, lamele albuie până gri-albăstruie, miros plăcut).

## Specii asemănătoare în imagini

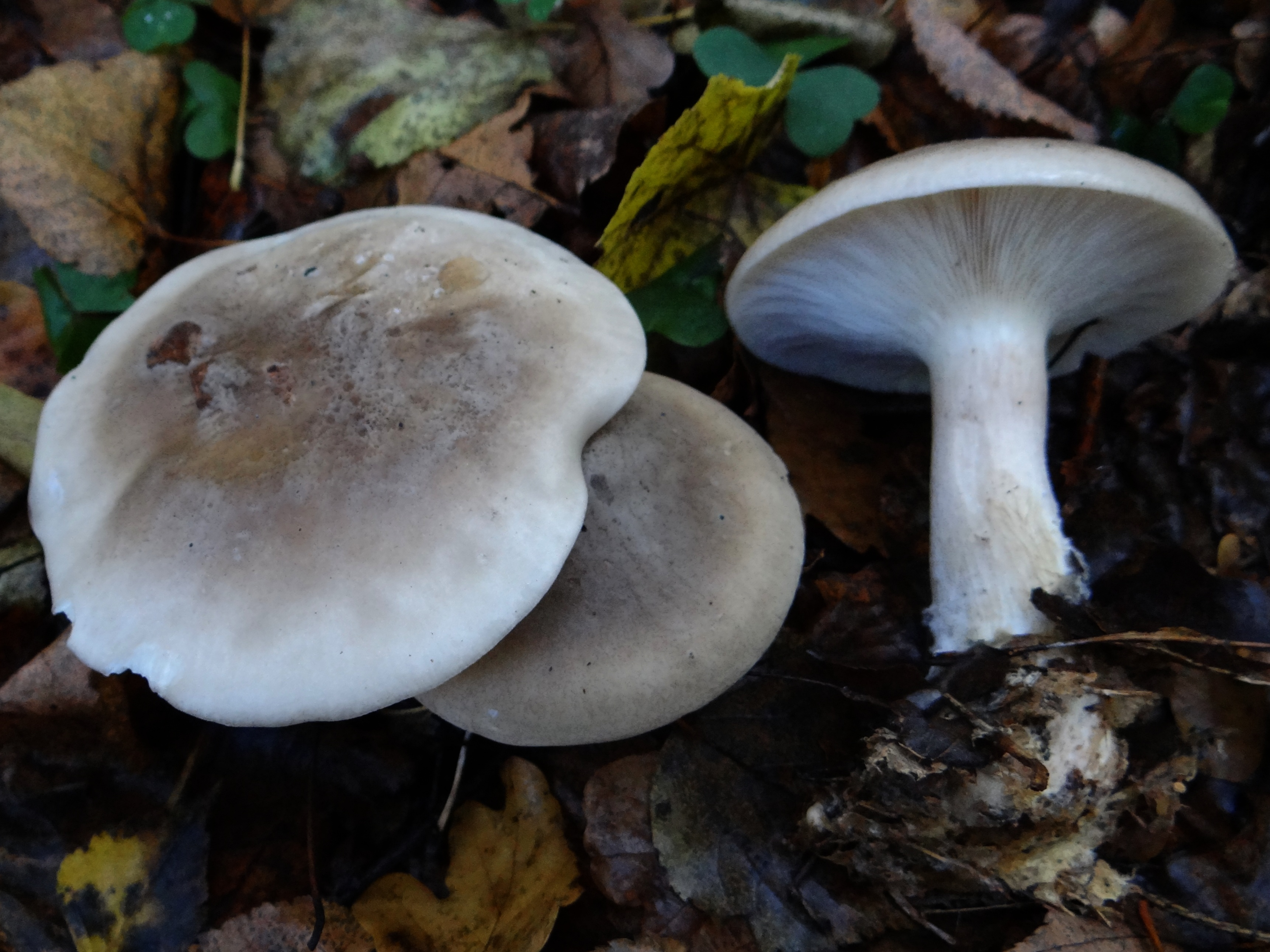
Clitocybe nebularis
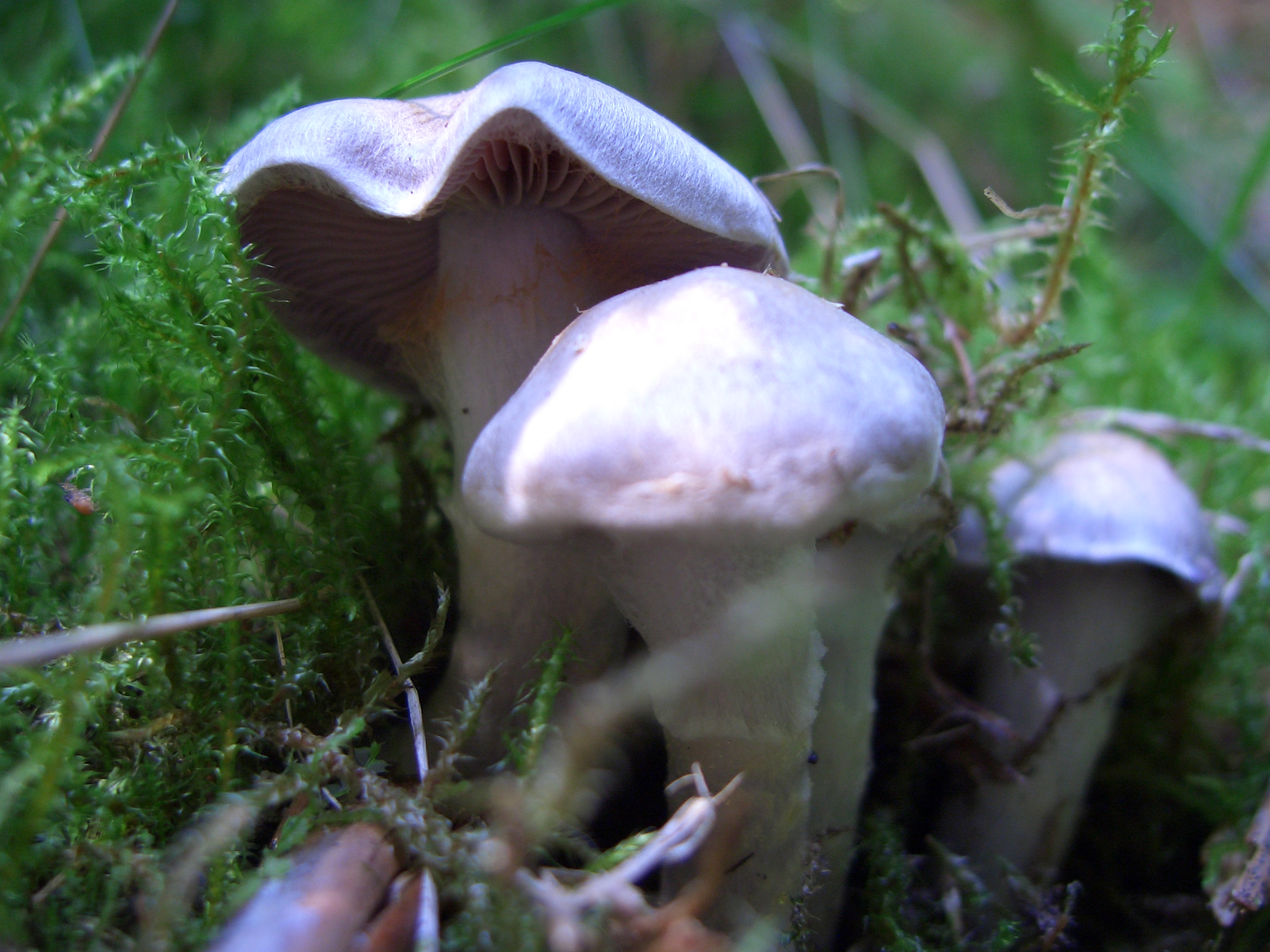
Cortinarius-alboviolaceus
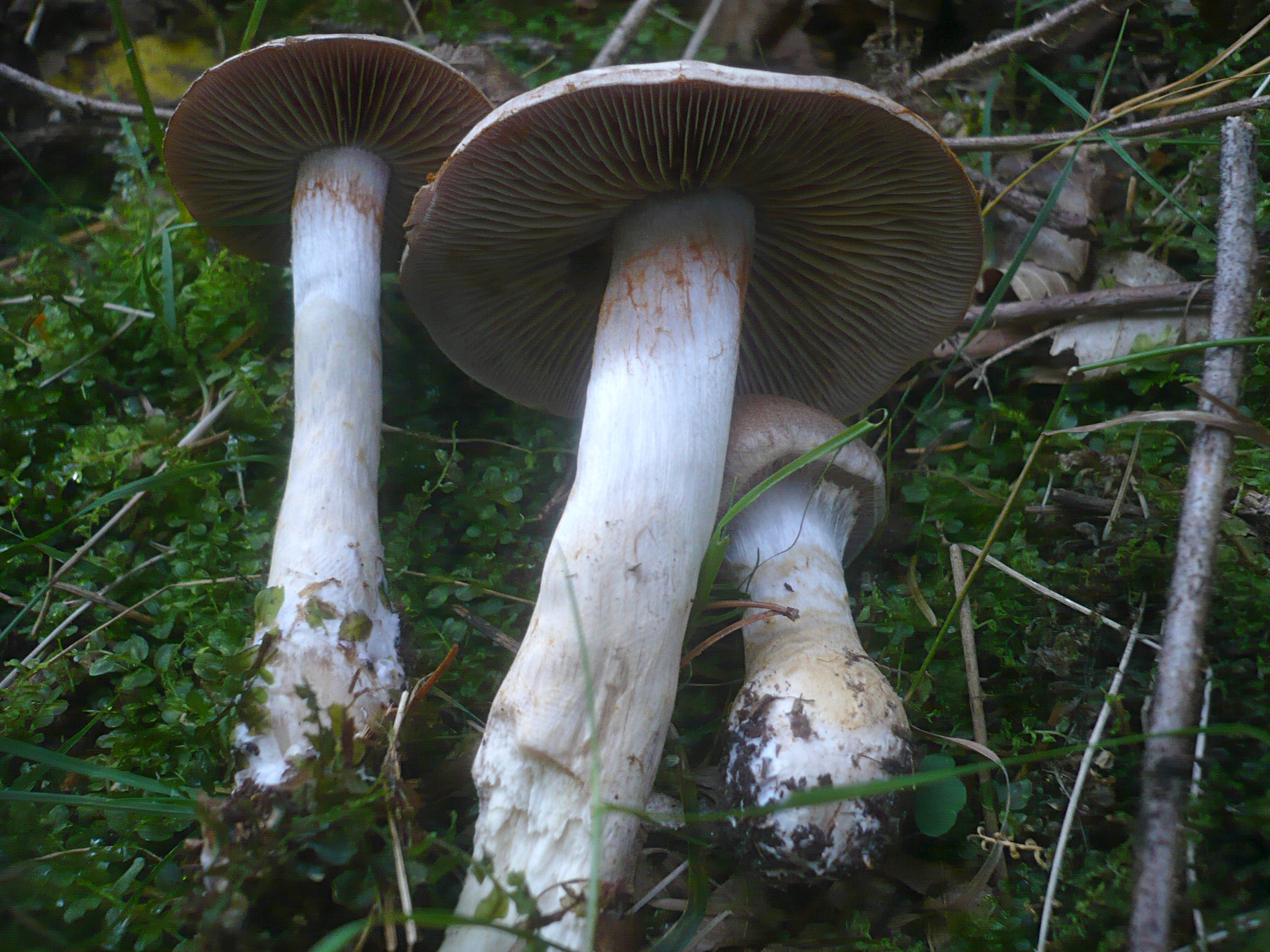
Cortinarius anomalus
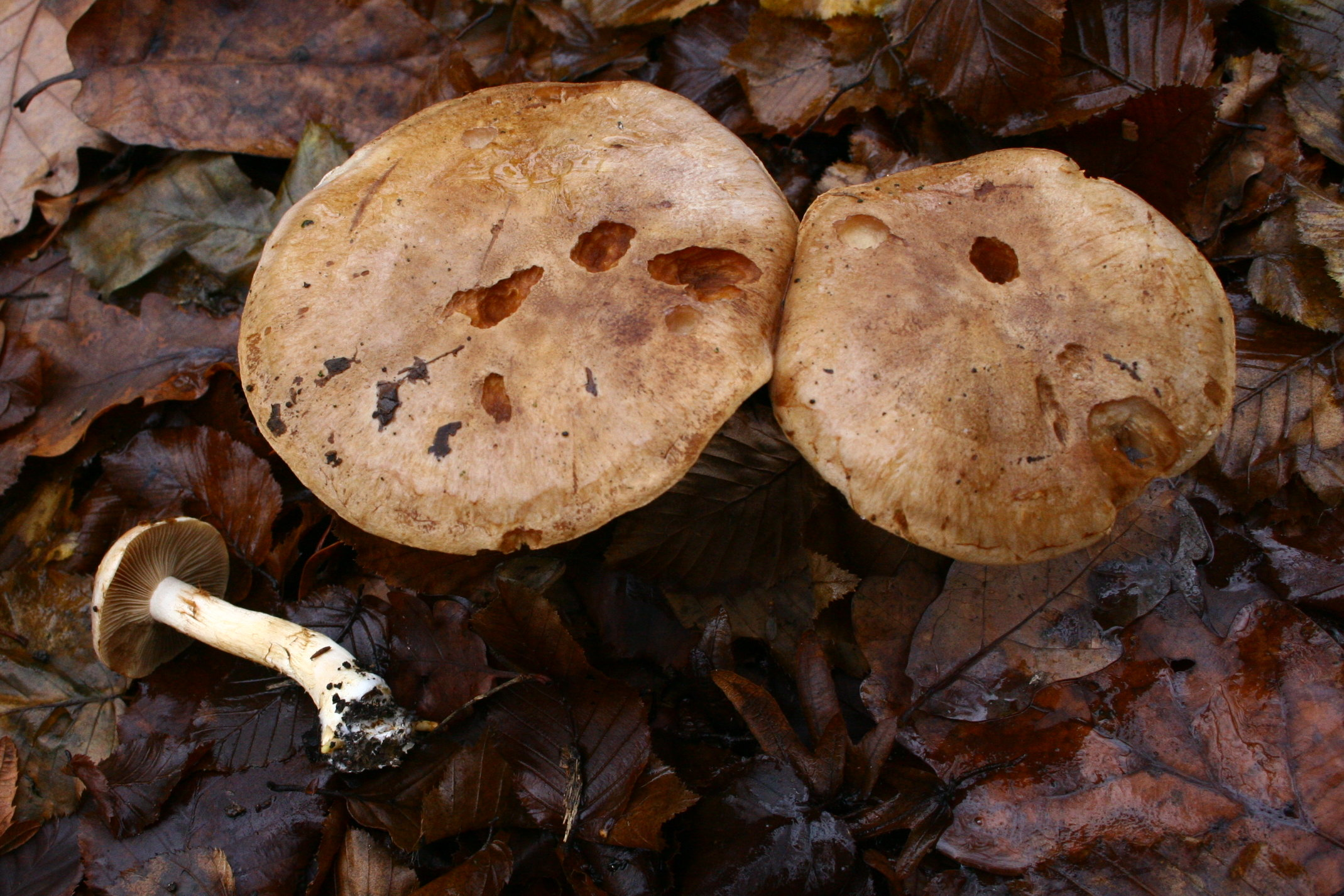
Cortinarius balteatus
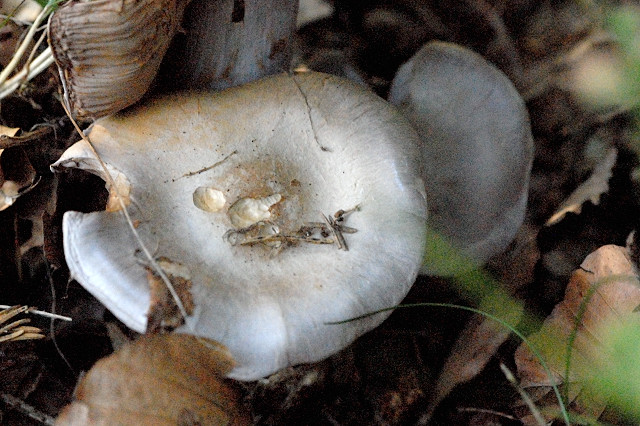
!Cortinarius caerulescens!
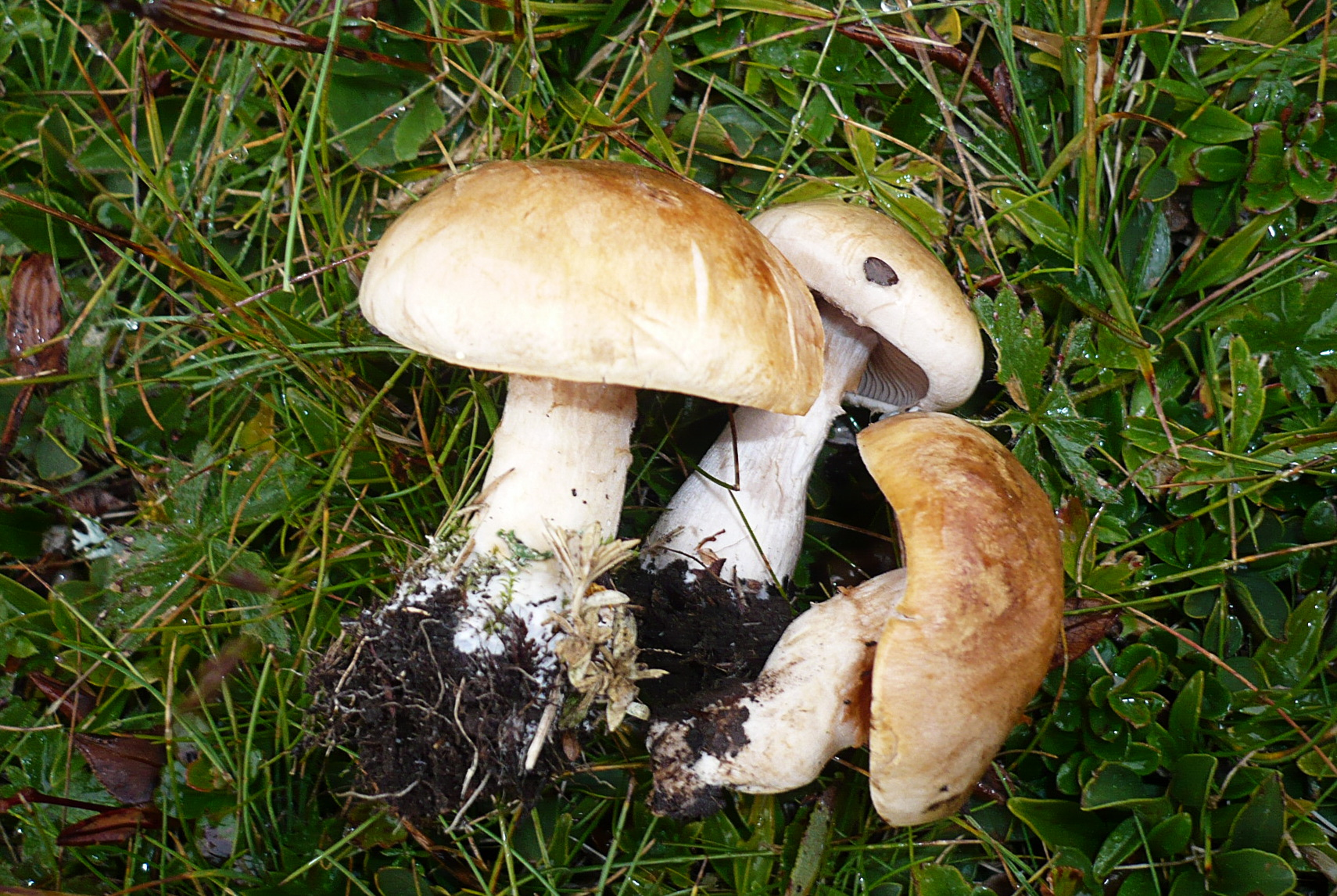
Cortinarius caninus
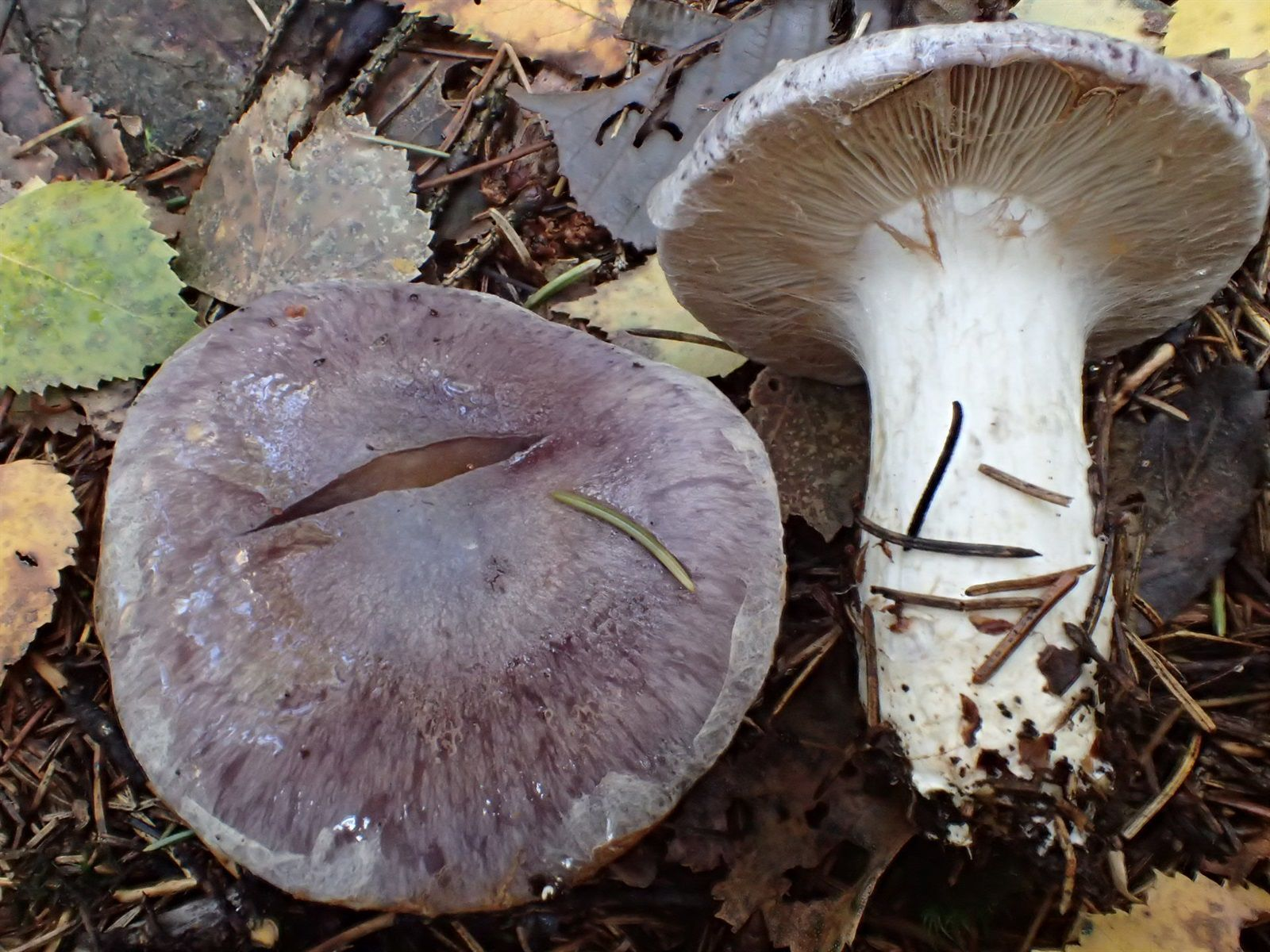
Cortinarius cumatilis

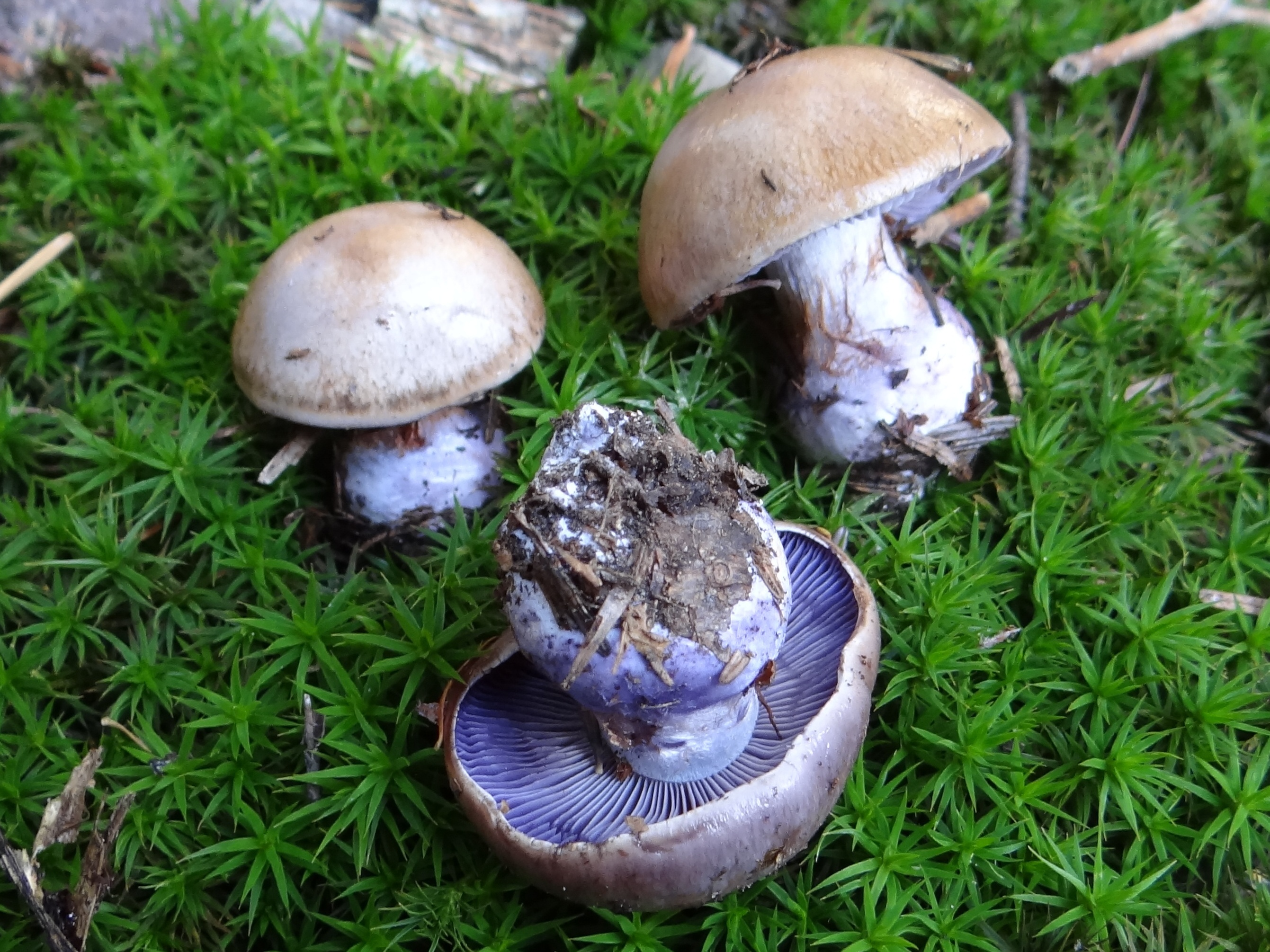
!Cortinarius cyanites!
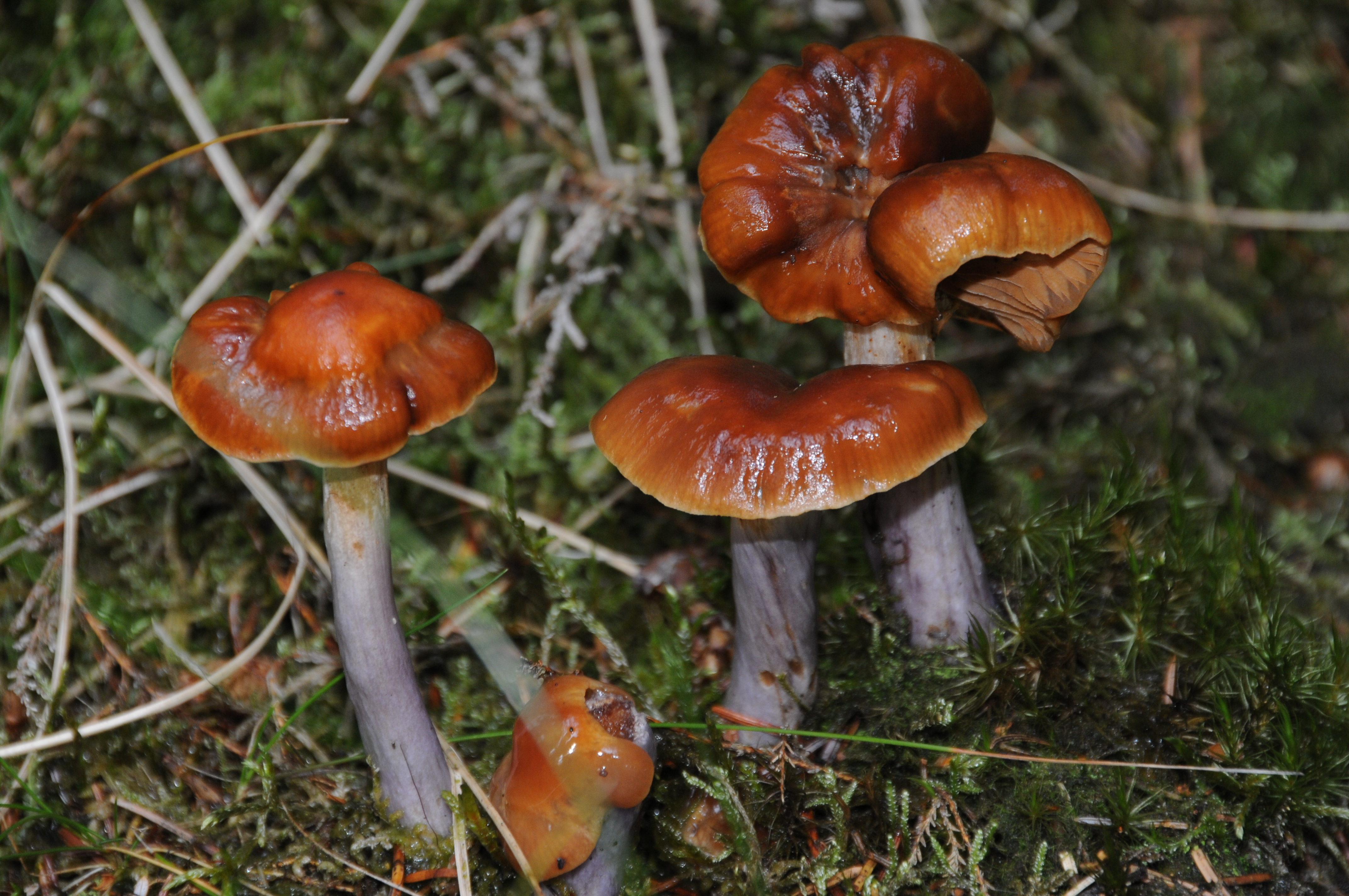
Cortinarius collinitus
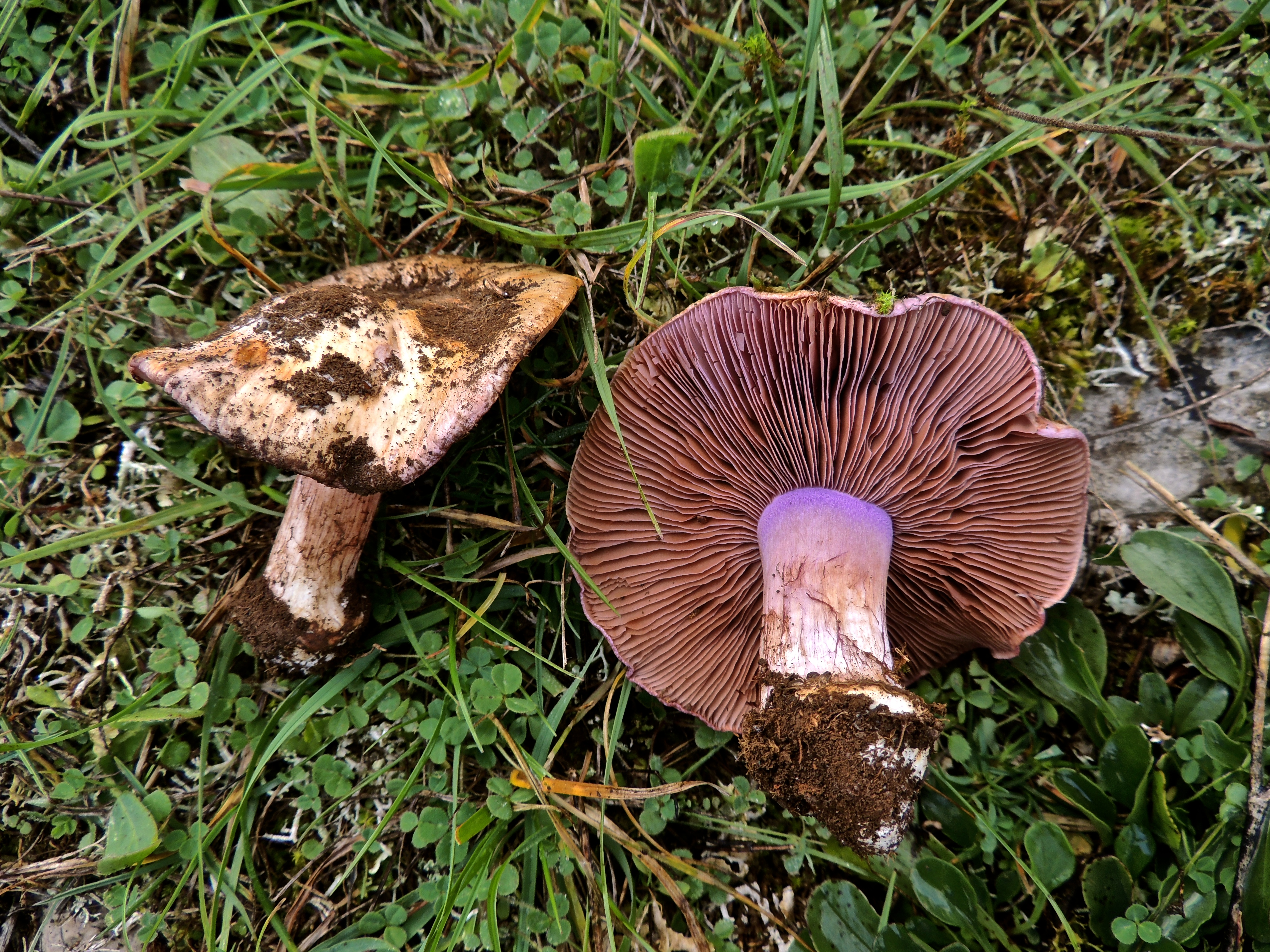
!Cortinarius dibaphus!
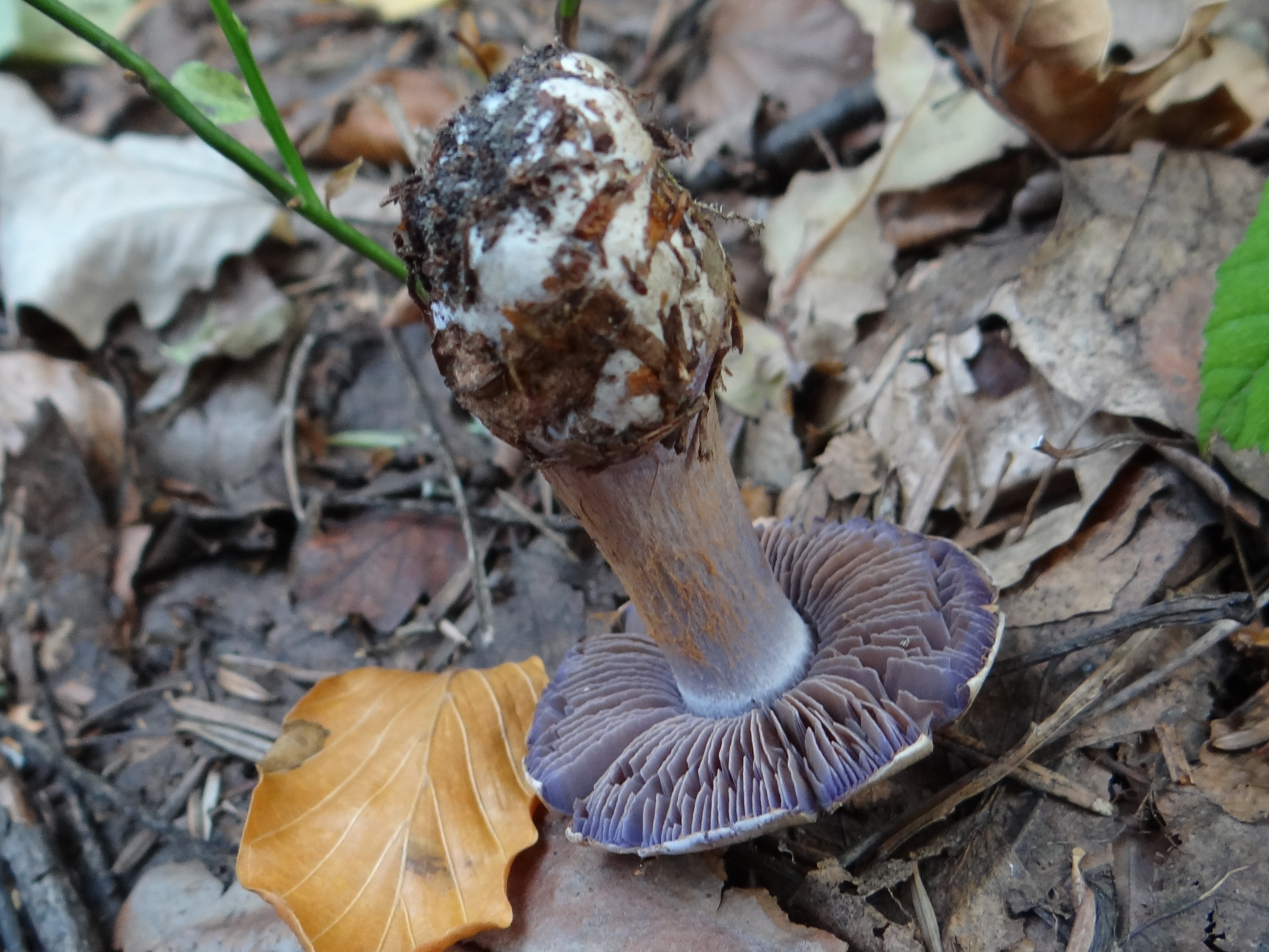
Cortinarius glaucopus
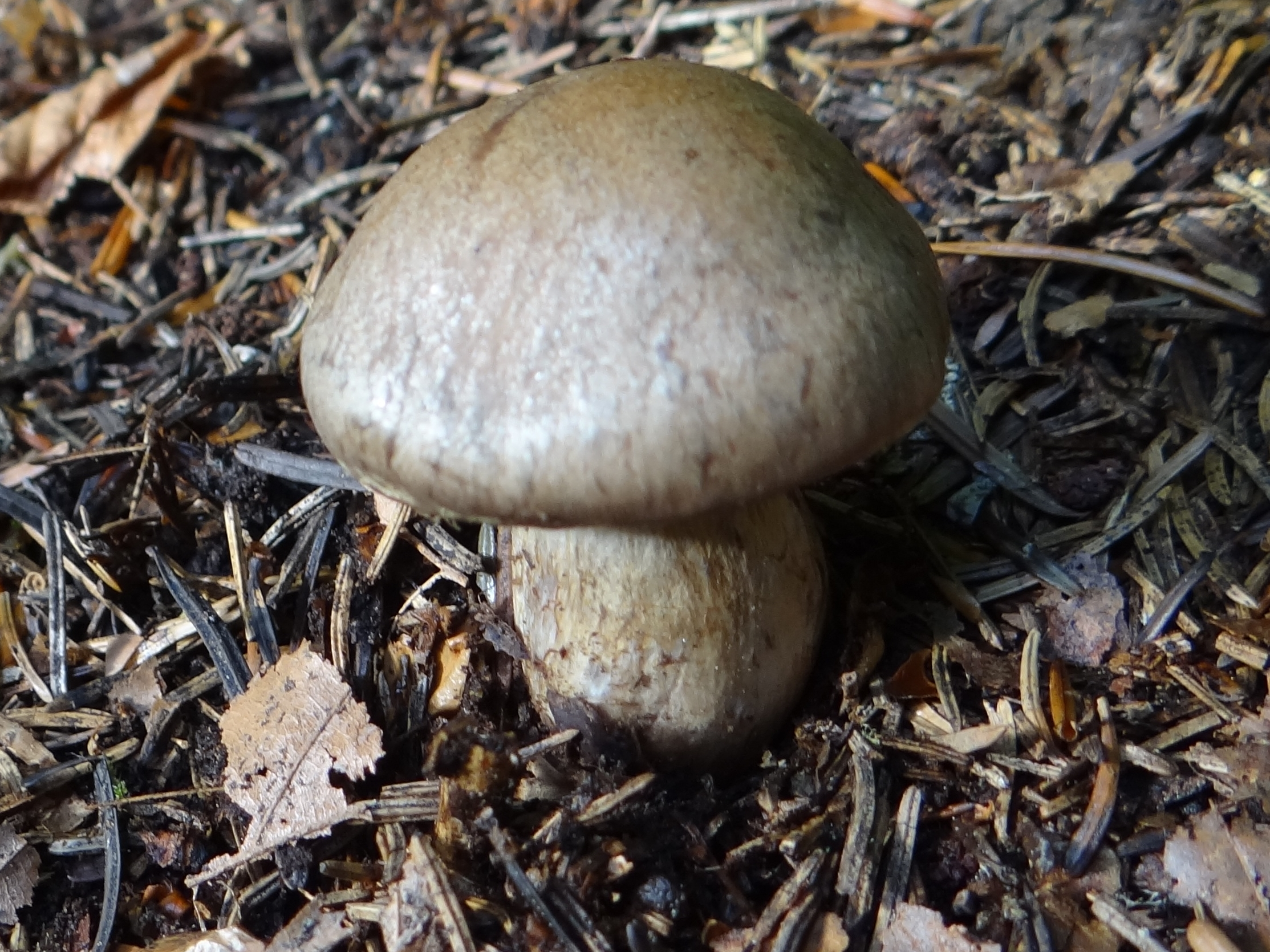
!Cortinarius infractus!
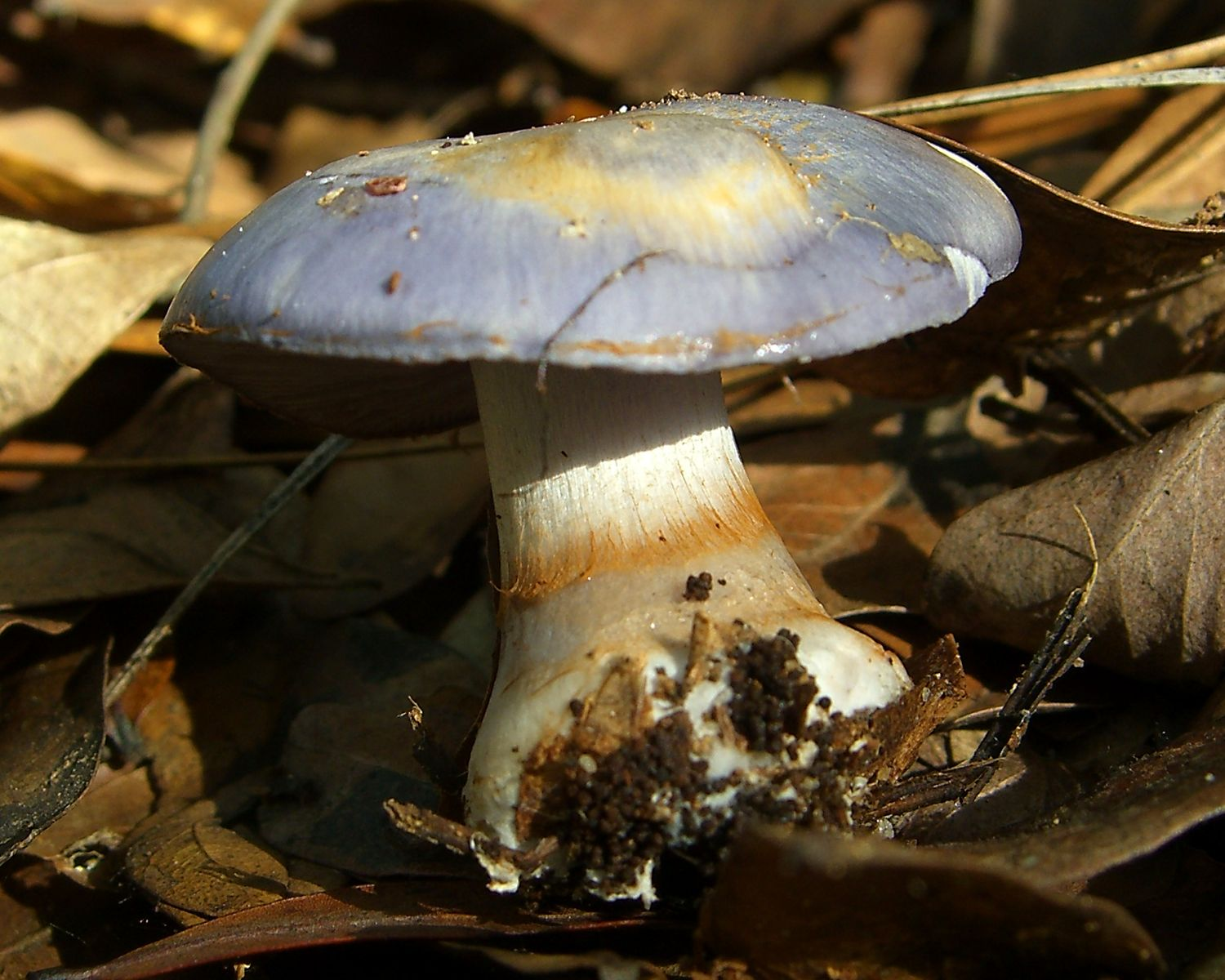
Cortinarius iodes
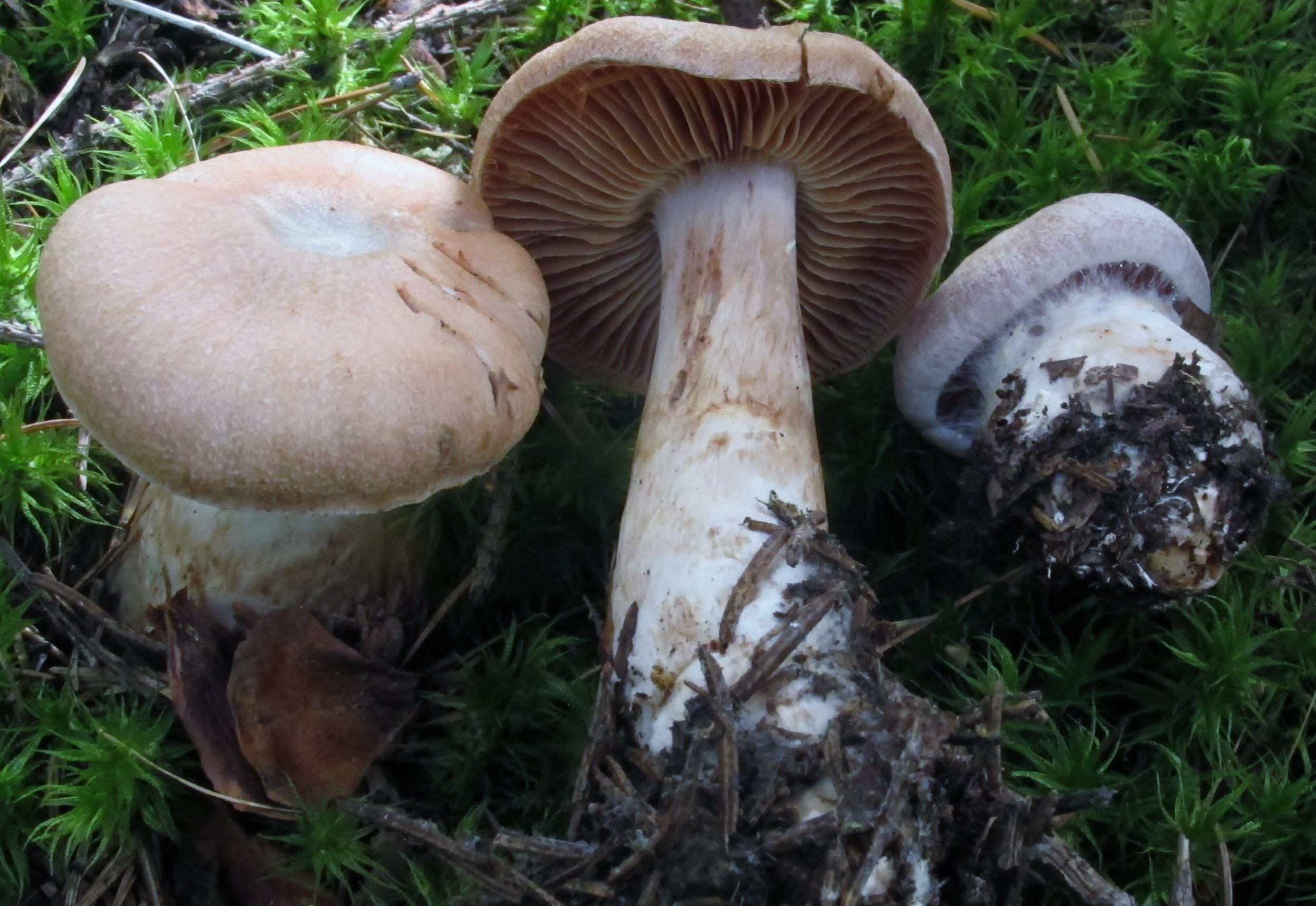
!Cortinarius malachius!

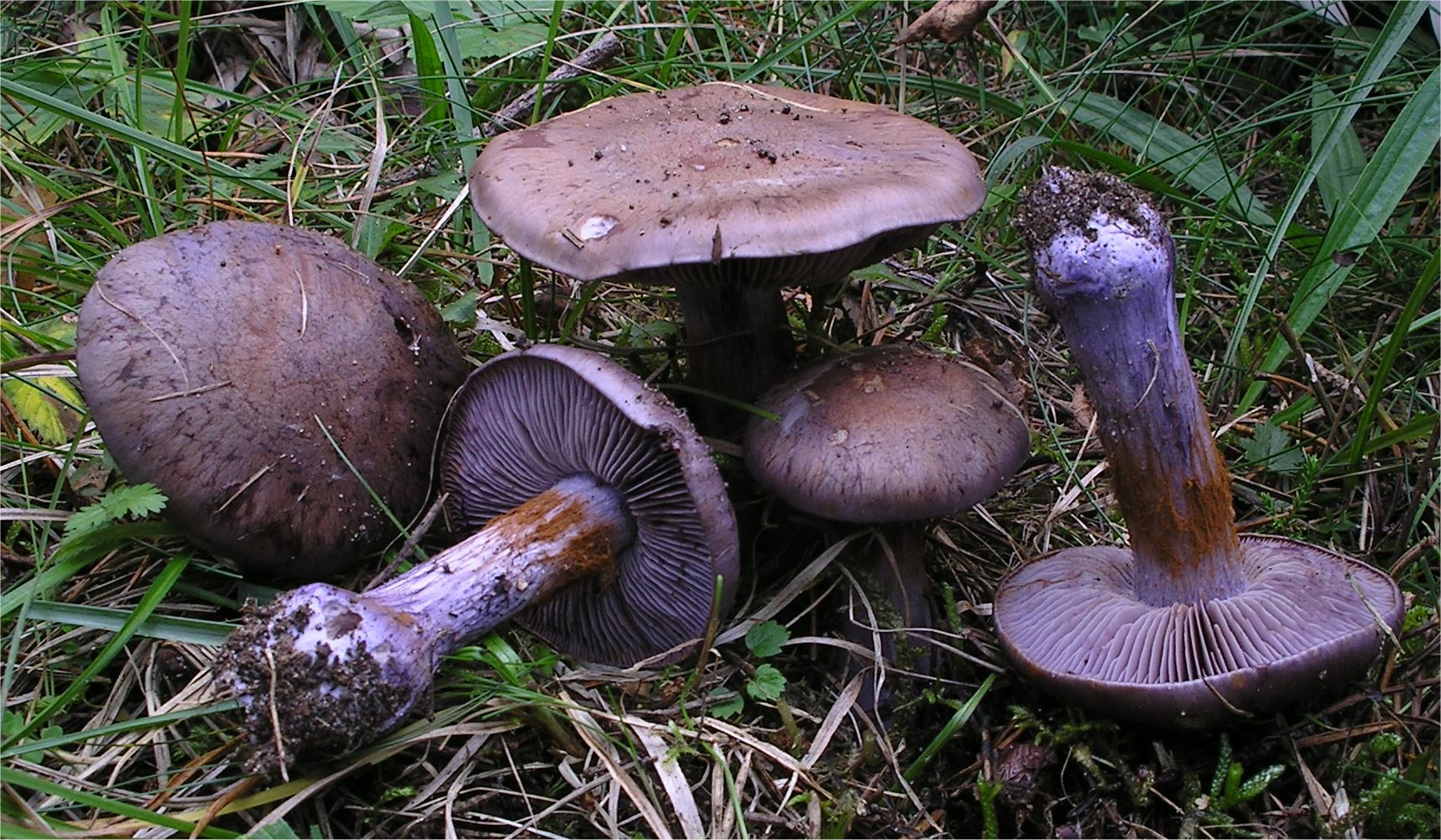
Cortinarius purpurascens
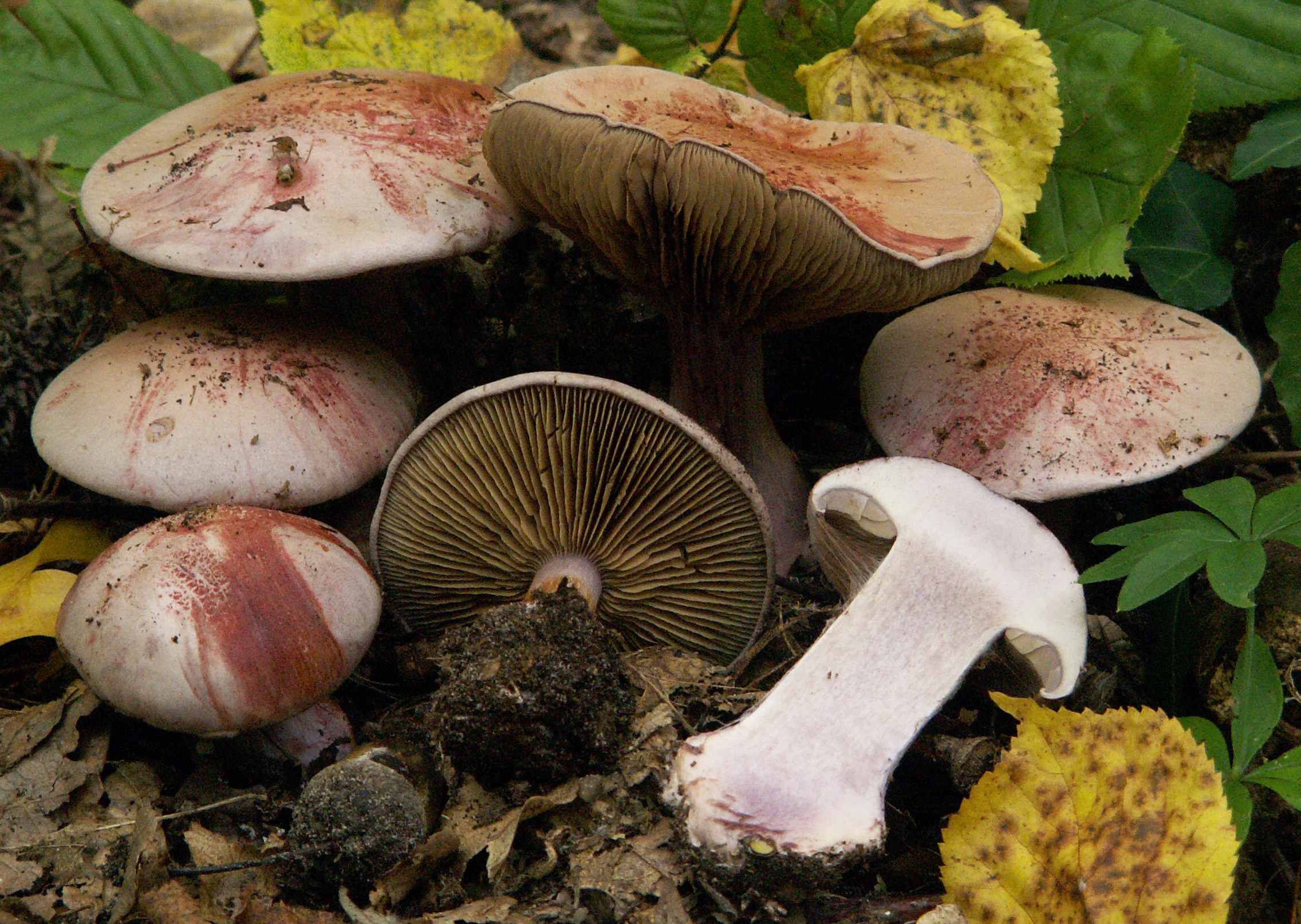
!Cortinarius rufo-olivaceus!
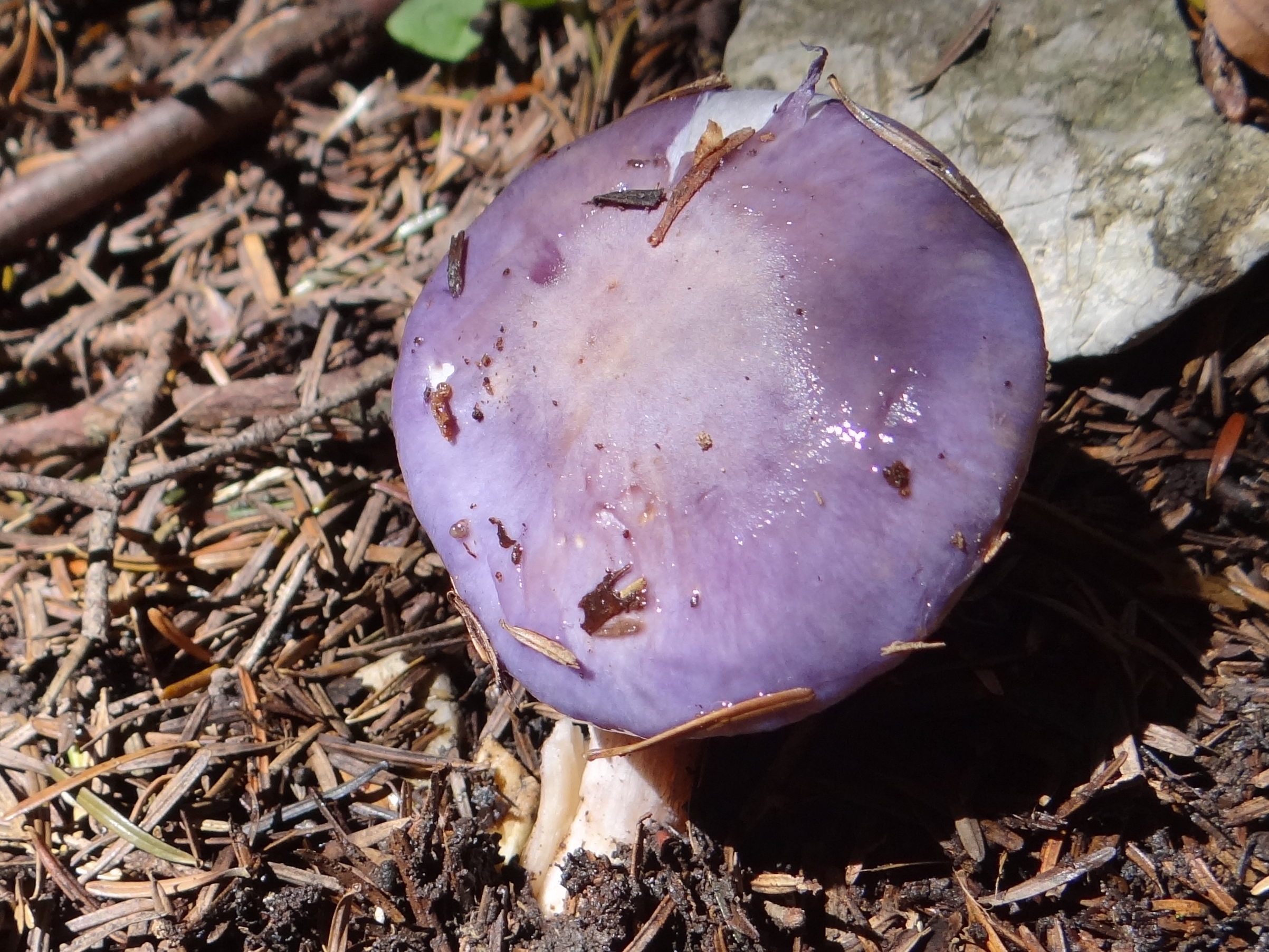
Cortinarius salor
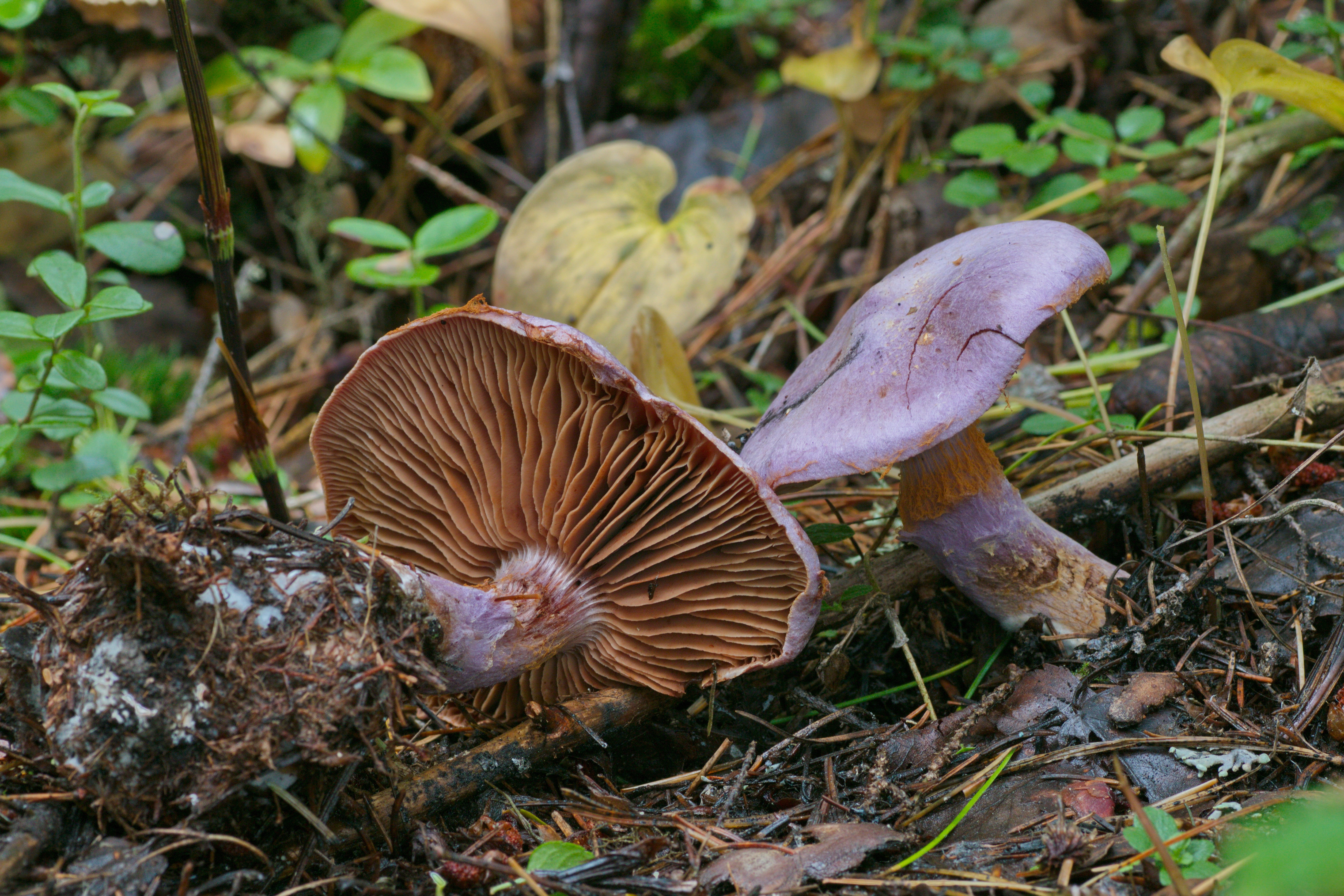
!!Cortinarius traganus!!
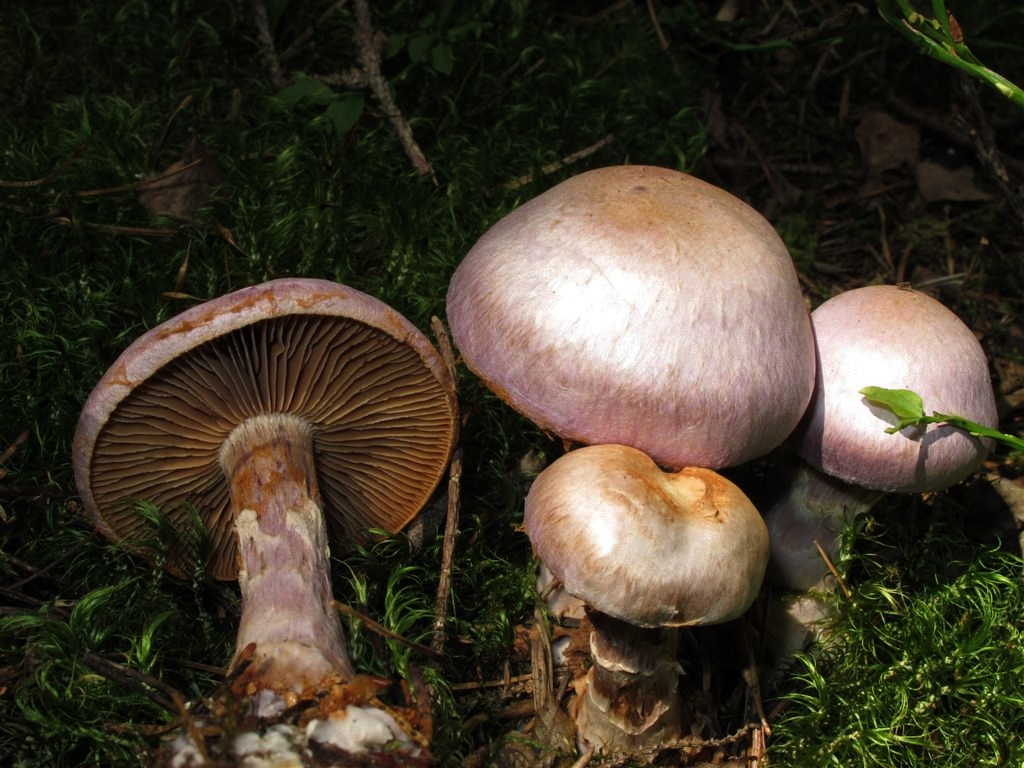
!Cortinarius variecolor!
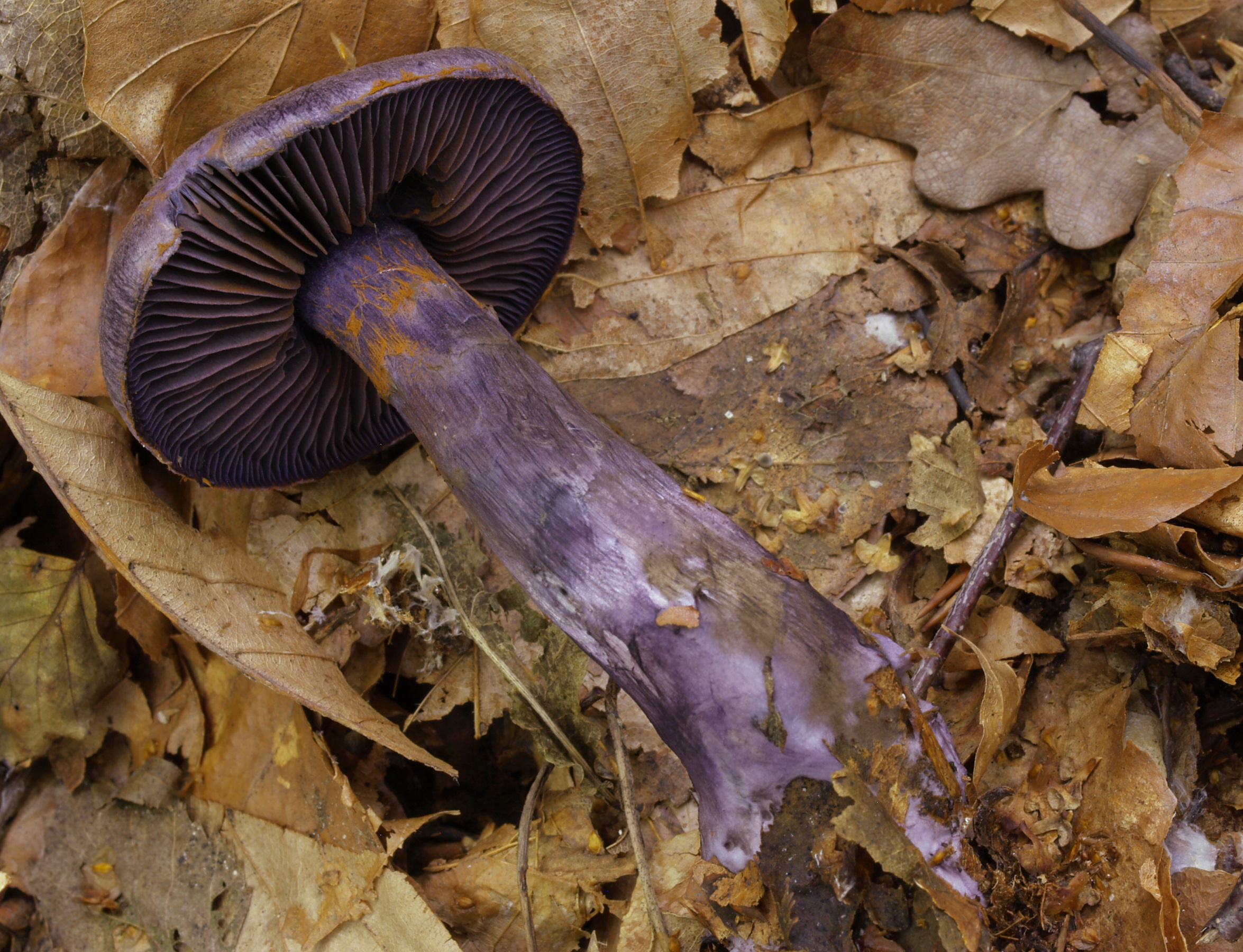
Cortinarius violaceus
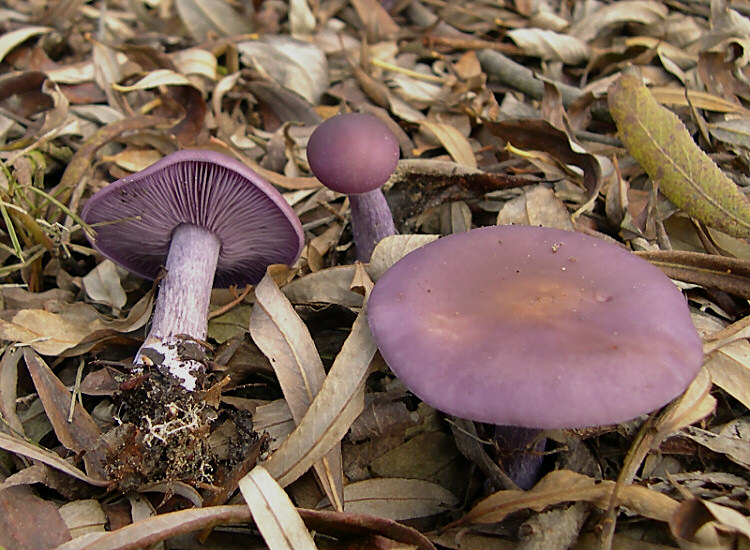
Lepista nuda
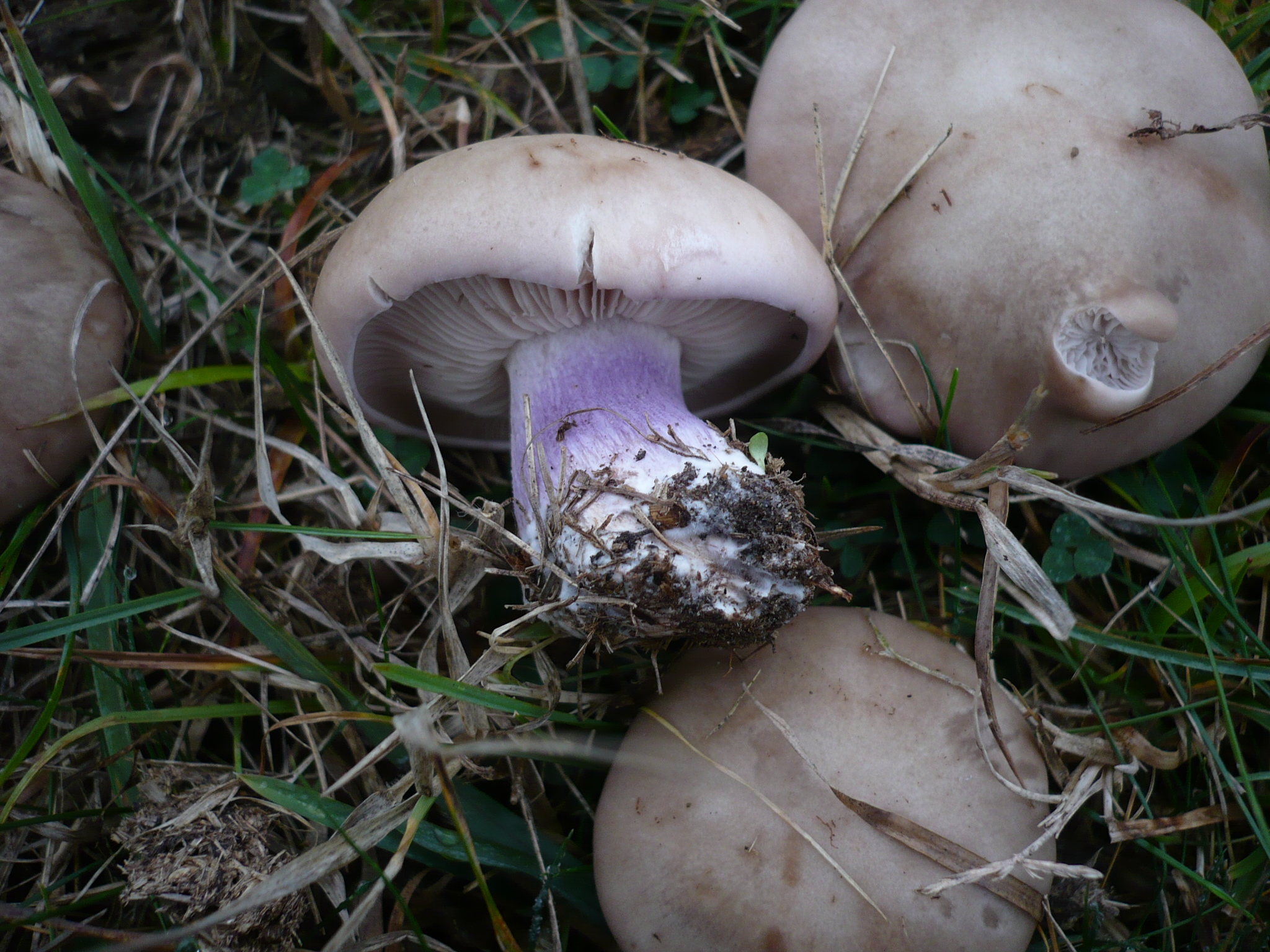
Lepista personata

## Valorificare
Deși o ciupercă frumoasă și impunătoare, ea nu poate fi fi consumată în nici un caz din cauza mirosului și gustului teribil.